# ラムダ粒子

ラムダ粒子 (Λ^{0}) の構造

ラムダ粒子（らむだりゅうし）とは、素粒子物理学においてバリオンに分類されるハドロンの一種である。1つずつのアップクォークとダウンクォーク及びもう1つのクォークから構成される複合粒子である。

## 概要
最初に見つかったラムダ粒子は、1947年に宇宙線の相互作用から発見された。粒子の寿命は10-23秒以下と計算されたが、実際には10-10秒以下であった。これほど長い寿命を持つのはストレンジネスのためであり、ストレンジクォークの発見に繋がった。さらにこれらの発見によりストレンジネスの保存の概念が確立し、軽い粒子がストレンジネスを持つ時は早く崩壊しないことが知られるようになった。

## リスト
略語:I（アイソスピン）、J（全角運動量）、P（パリティ）、Q（チャージ）、S（ストレンジネス）、C（チャームネス）、B'（ボトムネス）、T（トップネス）、B（バリオン荷）、u（アップクォーク）、d（ダウンクォーク）、s（ストレンジクォーク）、c（チャームクォーク）、b（ボトムクォーク）、t（トップクォーク）

反粒子はリストには載っていないが、それはクォークを反クォークに置き換え、Q, B, S, C, B′, Tの符号を逆転させただけである。赤字のI, J, Pの値は実験で確かめられていないが、クォーク模型から予測され観測値にも合致している。トップラムダはリストに載っているが、トップクォークがバリオンを作るほど安定ではないため、観測されないと考えられている。
| 粒子           | 記号 | クォーク組成 | 静止質量 (MeV/c2) | I | JP    | Q (e) | S  | C  | B' | T  | 平均寿命 (s)             | 崩壊                   |
| -------------- | ---- | ------------ | ----------------- | - | ----- | ----- | -- | -- | -- | -- | ------------------------ | ---------------------- |
| ラムダ         | Λ0   | uds          | 1,115.683 ± 0.006 | 0 | 1⁄2+  | 0     | −1 | 0  | 0  | 0  | 2.631 ± 0.020 × 10−10    | p+ + Π- または n0 + Π0 |
| チャームラムダ | Λ+c  | udc          | 2,286.46 ± 0.14   | 0 | 1⁄2 + | +1    | 0  | +1 | 0  | 0  | 2.00 ± 0.06 × 10−13      |                        |
| ボトムラムダ   | Λ0b  | udb          | 5,620.2 ± 1.6     | 0 | 1⁄2 + | 0     | 0  | 0  | −1 | 0  | 1.409+0.055−0054 × 10−12 |                        |
| トップラムダ†  | Λ+t  | udt          | —                 | 0 | 1⁄2 + | +1    | 0  | 0  | 0  | +1 | —                        | —                      |

† ^ 現在のところ発見されていないが、標準理論で予測されている粒子